# جو ايسبوسيتو
جو ايسبوسيتو (بالإنجليزية: Joe Esposito)‏ هو سياسي أمريكي، ولد في 28 أبريل 1872 في نابولي في إيطاليا، وتوفي في 21 مارس 1928 في شيكاغو في الولايات المتحدة. حزبياً، نشط في الحزب الجمهوري.